# Tachydromia borzhomica
Tachydromia borzhomica är en tvåvingeart som beskrevs av Igor Shamshev 1994. Tachydromia borzhomica ingår i släktet Tachydromia och familjen puckeldansflugor. Inga underarter finns listade i Catalogue of Life.